# 高村謙二
髙村 謙二（たかむら けんじ、1964年（昭和39年）6月14日 - ）は、日本の政治家。元静岡県裾野市長（2期）、元裾野市議会議員。

## 来歴

### 生い立ち
静岡県裾野町（現・裾野市）出身。裾野市立東小学校、裾野市立東中学校卒業。1983年（昭和58年）3月、静岡県立沼津東高等学校卒業。1987年（昭和62年）3月、名古屋大学法学部法律学科卒業。
豊田通商、スーパーマーケット勤務を経て旅行業に就く。

### 政治家として
2006年（平成18年）1月22日に行われた裾野市議会議員補欠選挙で初当選。同年10月に再選。2009年（平成21年）12月に市議を辞職。県議の原文雄が裾野市長選挙に出馬するために辞職したことによる2010年（平成22年）1月24日の県議補選に出馬するも落選。
2014年（平成26年）1月26日に行われた裾野市長選挙に自由民主党の推薦と現職の大橋俊二の支援を受けて出馬。元市議の岩田広行と元防衛庁職員の土屋龍司を破り初当選した。1月29日、市長就任。2018年（平成30年）1月、元防衛庁職員の新人を破り再選。2022年（令和4年）1月、元市議の村田悠に敗れ落選。

## 選挙結果
2014年1月26日
※当日有権者数：42,275人 最終投票率：56.59%（前回比：-6.79pts）
| 候補者名 | 年齢 | 所属党派 | 新旧別 | 得票数  | 得票率 | 推薦・支持     |
| -------- | ---- | -------- | ------ | ------- | ------ | -------------- |
| 高村謙二 | 49   | 無所属   | 新     | 9,247票 | 39.16% | （推薦）自民党 |
| 岩田広行 | 56   | 無所属   | 新     | 7,214票 | 30.55% |                |
| 土屋龍司 | 62   | 無所属   | 新     | 7,150票 | 30.28% |                |

2018年1月21日
※当日有権者数：42,452人 最終投票率：50.42%（前回比：-6.17pts）
| 候補者名 | 年齢 | 所属党派 | 新旧別 | 得票数   | 得票率 | 推薦・支持 |
| -------- | ---- | -------- | ------ | -------- | ------ | ---------- |
| 高村謙二 | 53   | 無所属   | 現     | 12,026票 | 56.83% |            |
| 土屋龍司 | 66   | 無所属   | 新     | 9,136票  | 43.17% |            |

2022年1月23日
※当日有権者数：41,419人 最終投票率：50.00%（前回比：-0.42pts）
| 候補者名 | 年齢 | 所属党派 | 新旧別 | 得票数   | 得票率 | 推薦・支持               |
| -------- | ---- | -------- | ------ | -------- | ------ | ------------------------ |
| 村田悠   | 34   | 無所属   | 新     | 11,343票 | 55.40% |                          |
| 高村謙二 | 57   | 無所属   | 現     | 9,130票  | 44.60% | （推薦）自民党・連合静岡 |